# Zelia rufina
Zelia rufina är en tvåvingeart som först beskrevs av Jacques-Marie-Frangile Bigot 1885.  Zelia rufina ingår i släktet Zelia och familjen parasitflugor.
Artens utbredningsområde är Kalifornien. Inga underarter finns listade i Catalogue of Life.